# Château de Belmont (Isère)
Pour les articles homonymes, voir château de Belmont.
Le château de Belmont (ou maison forte de Belmont) est une ancienne maison forte du XIIIe siècle, remaniée au XVIe siècle et au XVIIe siècle qui se dresse sur le territoire de la commune de Belmont, dans le département français de l'Isère en région Auvergne-Rhône-Alpes.
Le château de Belmont fait l'objet d'une inscription au titre des monuments historiques par arrêté du 16 mars 1988.

## Situation et accès
Le château est situé à proximité du bourg de Belmont, à environ 200 mètres à l'est de celui-ci. Il s'agit d'une propriété privée fermée au public mais des visites guidées au niveau extérieur peuvent être organisées à certaines dates fixées par le propriétaire .
La gare ferroviaire française la plus proche est la gare de Châbons, située à moins de cinq kilomètres du château et de son domaine.

## Histoire
Cette maison forte est mentionnée en 1293. L'édifice a été remanié à la charnière des XVIe et XVIIe siècles et n'a pas subi de modifications notables depuis cette période. 
Il s'agit de l'un des fiefs de la famille Vachon de Belmont qui donnera de nombreux magistrats au Parlement du Dauphiné aux XVIIe et XVIIIe siècles, ainsi qu'un religieux sulpicien parti au Canada, François Vachon de Belmont, deuxième supérieur du séminaire de Montréal.
Lors des journées du patrimoine de 2017, une visite commentée par les propriétaires des extérieurs comporte des commentaires sur la situation, l'historique des lieux, la famille de Vachon, et présente une architecture typiquement dauphinoise avec sa toiture particulière à quatre pans, les ouvertures et la porte d'entrée du XVIe siècle.

## Description
Selon la fiche présentée par la Base Mérimée, cette maison forte se présente sous une forme cubique surmontée d'une toiture à quatre pans et située près d'une ferme. La salle à l'étage, côté au nord-est, présente un plafond à la française avec un décor peint à motifs végétaux constitués également de palmettes et de coquilles.